# SN 2004cu
SN 2004cu – supernowa odkryta 24 czerwca 2004 roku w galaktyce NGC 5550. W momencie odkrycia miała maksymalną jasność 18,80m.